# Roca de Marta
Roca de Marta es un abrigo que contiene pinturas rupestres de estilo levantino. Está situado en el término municipal de Mequinenza (Aragón), en España. Este conjunto se encuentra en la confluencia del Barranco de Julia con el río Ebro, en un abrigo de pequeñas dimensiones orientado al Sur-Suroeste. Consta de dos paneles pintados bien diferenciados en sendas oquedades del abrigo. En el primero, aparece un motivo abstracto en color rojo en forma de doble aspa unida, con un punto en el centro. El segundo panel presenta dos figuras que parecen estar unidas, formando un antropomorfo o figura cruciforme inscrita en un círculo.  
El abrigo está incluido dentro de la relación de cuevas y abrigos con manifestaciones de arte rupestre considerados Bienes de Interés Cultural en virtud de lo dispuesto en la disposición adicional segunda de la Ley 3/1999, de 10 de marzo, del Patrimonio Cultural Aragonés. Este listado fue publicado en el Boletín Oficial de Aragón del día 27 de marzo de 2002. Forma parte del conjunto del arte rupestre del arco mediterráneo de la península ibérica, que fue declarado Patrimonio de la Humanidad por la Unesco (ref. 874-658). También fue declarado Bien de Interés Cultural con el código RI-51-0009509.